# 坚果R1
坚果R1是锤子科技在2018年5月15日和坚果TNT工作站一同发布的旗舰手机，搭载高通骁龙845处理器和1200+2000万双后置摄像头，支持QC4+18W有线快充和10W无线充电，这也是第一款支持无线充电的锤子手机，原生搭载Smartisan OS 6.0，支持TNT。值得注意的是，这款手机是罗永浩离开锤子科技之前最后一款旗舰级手机。

## 设计
坚果R1采用金属中框加双面玻璃的设计，黑色版的中框上为装饰加了一条金色的细线。有碳黑色、纯白色和孔雀蓝三个配色，指纹识别和logo二合一。背部的双摄像头横排放置，凸起。正面的屏幕采用“美人尖”的设计，类似于sharp crystal和essential Phone。

## 配置
搭载高通骁龙845SOC平台，10nm制程，Adreno 630图形处理器，搭载AI引擎。全系标配UFS 2.1闪存规格，运行内存6GB起步，存储最高1TB。蓝牙5.0，双卡双待。电池容量3600毫安时，支持18W有线快充和10W无线快充。6.17英寸LCD显示屏，采用康宁第三代大猩猩玻璃，分辨率2242*1080，支持压力感应。
1200+2000万双摄后置，支持4K视频拍摄；2400万前置单摄，可以拍摄全高清视频。配备线性振动马达。支持指纹解锁和面部识别。

## 软件
坚果R1运行SmartisanOS 6.x，该操作系统基于Android O进行优化。支持游戏模式和人物相册，同时增强了相机算法。不过最大的升级是支持TNT工作站。有关内容请到坚果TNT工作站查看。

## 售价
官网显示，6+64GB 2999元，6+128GB 3299元，8+128GB 3799元，8+512G 4999元，8+1TB 8848元。不同零售平台可能存在差异。现在坚果R1在官网已经全线无货。

## 质量问题
有用户反映，坚果R1白色版的听筒存在毛刺。坚果R1的镜头容易被刮花，此问题后来被修复。坚果R1部分机器屏幕开胶，维修之后二次开胶，而且影响压感屏的使用。